# 삼학
삼학(三學, 라틴어: trivium)은 중세시대에 서양의 대학교에서 가르쳤던 자유과의 큰 두 갈래 중 하나이다.
삼학은 사과(四科, quadrivium)의 기초로서 수학했던 학문이며, 문법(grammar), 논리학(logic), 수사학(rhetoric)으로 구성된다.
문법은 언어의 구조를 연구하는 학문이며 논리학(혹은 변증학. 당시에는 논리학과 변증학이 동의어였다)은 생각과 분석의 체계를 분석하는 학문이다.
수사학은 언어를 조리있고 설득력있게 쓰는 방법을 연구하는 학문이다. 당시 라틴어는 학문과 사상에 있어 국제 언어로 쓰였기 때문에, 이 세 학문을 통해 아주 중요하게 다루어졌다.
즉 삼학은 자유과에서 기초적인 역할을 했기 때문에, 중세의 많은 대학들은 이를 중요한 과정으로 다루었다.

## 같이 보기
- 자유과
- 사과